# Cap d'olla negre
Els caps d'olla negres (Globicephala) són un gènere de dues espècies de cetacis. El gènere forma part de la família dels delfínids, o dofins oceànics, tot i que el seu comportament s'assembla més al de les balenes, més grans. Les dues espècies són el cap d'olla negre d'aleta llarga (G. melas) i el cap d'olla negre d'aleta curta (G. macrorhynchus). Les dues espècies costen de distingir a alta mar.

## Característiques
Les dues espècies del gènere són delfínids de grans dimensions (de 5 a 7 metres de longitud i d'1 a 3 tones de pes), que es caracteritzen pel seu front bombat i per la presència de l'òrgan anomenat meló. Globicephala melas es distingeix pel seu cap gros, per la seva aleta dorsal ganxuda i pel seu color negre. Animal molt gregari, formant grans grups amb dofins i altres cetacis. Qualsevol objecte, per exemple el cadàver d'un rorqual o un banc de peixos, pot concentrar-los en gran nombre. L'altre cap d'olla negre és més petit i té les aletes més curtes. Ambdues espècies estan catalogades a la Llista Vermella de la UICN com a espècies amb dades insuficients per establir el risc.

## Taxonomia
- G. macrorhynchus
- G. melas